# Tchirtchik (rivière)
Pour les articles homonymes, voir Tchirtchik.
La Tchirtchik (en russe : Чирчик) ou Chrichiq (en ouzbek ; en kazakh : Шыршык, signifiant « bruyant ») est une rivière de l'Ouzbékistan, en Asie centrale, et un affluent de la rive droite du Syr-Daria.
Le cours d'eau arrose notamment les villes et localités de Hodjikent, Gazalkent,  Tchirtchik (à laquelle il a donné son nom), Tachkent (la capitale du pays), Yangiyo‘l et Chinaz.

## Hydronyme
Son nom - qui apparaît au XVIe siècle - signifie « Petit Tchir », Tchir étant une déformation de Syr (que l'on retrouve dans Syr-Daria par exemple). Les géographes arabes médiévaux nommaient cette rivière Nakhri-Tourk (la rivière des Turcs) ou Farak (l'impétueux), déformé parfois en Parak.